# Гизлери, Арканджело
Арканджело Гизлери (итал. Arcangelo Ghisleri, 5 сентября 1855 — 19 августа 1938) — итальянский философ, географ, политический деятель, журналист, издатель.

## Биография
В в 1875 году Гизлери основал Ассоциацию свободной мысли «Джордано Бруно», которая объединила сторонников демократической и республиканских убеждений и стал издавать в Кремоне газету этой ассоциации «Il preludio».
В 1878 году посвящён в масоны. В 1879 году принят в ложу «Понтида» в Бергамо, в 1906 году был аффилирован в миланскую ложу Карло Каттанео .
В 1882 году в Неаполе Гизлери работает главным редактором газеты «Pro patria». При поддержке Фердинандо Мартини Гизлери избирают на кафедру истории и географии лицея города Матера — ныне центр провинции Базиликата на юге страны. По окончании этой работы, через два года Гизлери переезжает на противоположный конец страны, в город Савона на берегу Лигурийского моря. В 1888 году, получив место на кафедре философии лицея в Бергамо, Гизлери переезжает из Лигурии в Ломбардию.
В 1887 году Гизлери начал издание журнала «Душа и критика» (итал. Cuore e critica). На должность редактора он пригласил подающего виды журналиста Филиппа Турати (1857—1932), который незадолго до этого переехал в Милан со своей соратницей и спутницей жизни Анной Кулишёвой. Совместно им удалось собрать под эгидой журнала целую плеяду прогрессивных деятелей социалистической направленности: Джованни Бовио, Леонидо Биссолати, Андреа Коста, Napoleone Colajanni, Марио Раписарди, Gabriele Rosa, Э. Прага, Camillo Prampolini и Т. Галимберти. В октябре 1888 года редакция журнала переехала в Бергамо. Тем временем, в 1889 году Филиппо Турати вместе с Кулишёвой основал Миланский социалистический союз. В 1890 году Гизлери оставил руководство «Cuore e critica» за Турати, и с пятого номера за 1891 год Турати стал издавать его под названием «Critica Sociale» («Социальная критика»). Не являясь официальным органом партии, новый журнал в дальнейшем играл важную роль в пропаганде идей Итальянской партии трудящихся (итал. Partito dei Lavoratori Italiano), которую создал Турати, объединив различные партии и движения социалистической и марксистской направленности.
Завершив издание своего первого журнала, Гизлери переключился на исследования в области географии и картографии, которые он начал ещё до переезда в Бергамо. Уже в 1889 году в этом городе было издано его «Малое пособие по исторической географии». Важность этого пособия для патриотического образования и воспитания молодого поколения трудно переоценить: до этого времени во всех итальянских школах учились по переизданиям зарубежных атласов, в которых специальных карт по истории Италии не было. Материальную поддержку этого проекта взяла на себя местная фабрика братьев Каттанео «Cattaneo Fratelli di Bergamo». Позже в русле развития этой идеи был создан Итальянский институт графических искусств, который занял лидирующие позиции в производстве собственной картографической продукции в Италии.
Выход в свет нового атласа в 1892 году был встречен в Италии неоднозначно. Педагоги школ и лицеев приветствовали новое издание, в то время как некоторые представители академической науки подвергли Гизлери жёсткой критике. Привычная в XX—XXI веке концепция атласа, в котором Гизлери поместил под одной обложкой с физико-географическими картами также и карты по истории народов, цивилизаций, географических открытий и промышленности, казалась его критикам сумбурной.
В 1898—1901 годах Гизлери возглавлял кафедру философии и истории в лицее города Лугано.
Отдав свой первый журнал Турати, Гизлери ни с издательской деятельностью, ни с политикой не порвал, а лишь изменил точки приложения сил. В 1891—1895 Гизлери издаёт «География для всех», в 1894—1911 «The communications to a colleague». В политике Гизлери остался близок революционным движениям, и в 1895 году вместе с Giuseppe Gaudenzi участвовал в создании новой, Итальянской республиканской партии.

## Труды
- La Scapigliatura democratica: carteggi di Arcangelo Ghisleri, 1875—1890, a cura di Pier Carlo Masini, — Milano, 1961
- L’archivio di Ghisleri fu ritrovato da Pier Carlo Masini ed è depositato presso la Domus Mazziniana di Pisa.
- Democrazia come civiltà. Il carteggio Ghisleri-Conti 1905—1929, a cura di Antonluigi Aiazzi, Libreria Politica Moderna, Firenze, 1977
- Tripolitania e Cirenaica, dal Mediterraneo al Sahara, monografia storico-geografica, Società Editoriale Italiana, Istituto Italiano d’Arti Grafiche, Bergamo 1912
- Le meraviglie del globo esplorato e le zone non ancora conosciute — Letture geografiche - Società Editoriale Italiana, Milano 1914
- Bagdad e la Mesopotamia nel passato e nell’avvenire, Emporium, giugno 1917
- Cesare Lombroso nella vita intima, Emporium, luglio 1917
- L’ultima colonia africana della Germania, Emporium, novembre 1916
- Testo dell’Atlante scolastico di Geografia moderna astronomica-fisica-antropologica,Istituto Italiano d’Arti Grafiche, Bergamo 1898 (a cura dei professori Magg. G.Roggero, G.Ricchieri, A.Ghisleri)
- Aurelio Saffi. La vita, gli studi, l’apostolato, Libreria politica moderna, Roma 1922
- La questione meridionale nella soluzione del problema italiano, Libreria politica moderna, Roma, 1944.
- Testo-atlante di geografia storica generale e d’Italia in particolare, espressamente compilato per le scuole italiane conforme ai loro programmi- I Mondo Antico; II Storia Romana; Fratelli Cattaneo e poi Istituto di Arti Grafiche, Bergamo, 1889; Medio Evo, 1890; Evo Moderno e contemporaneo

### Редактирование и соавторство
- Энциклопедический словарь Гранат